# The Road to Divorce
The Road to Divorce er en amerikansk stumfilm fra 1920 af Phil Rosen.

## Medvirkende
- Mary MacLaren som Mary Bird
- William Ellingford som Nathan Bird
- Alberta Lee som Mrs. Bird
- Edward Peil Sr. som Dr. Shaw
- Eugenie Forde som Mehitable
- Gloria Holt som Jane
- Arthur Redden som Johnny
- Bonnie Hill som Pauline Dallas
- Ray Stecker
- Helen Davidge som Nora